# Вахдат (Шахрітуський район)
Вахда́т (тадж. Ваҳдат) — село у складі Хатлонської області Таджикистану. Входить до складу Пахтаободського джамоату Шахрітуського району.
Назва села перекладається як «єдність, цільність». До 2012 року село називалось 1 Мая, у радянські часи — участок 1 Мая.
Населення — 2255 осіб (2017).